# Teleutaea nigra
Teleutaea nigra är en stekelart som beskrevs av Setsuya Momoi 1978. Teleutaea nigra ingår i släktet Teleutaea och familjen brokparasitsteklar. Inga underarter finns listade i Catalogue of Life.